# جیرجیرک بیشه‌ای سپیا
جیرجیرک بیشه‌ای سپیا (نام علمی: Sepiana sepium) نام یک گونه از تیره جیرجیرک‌های بیشه است.